# Moreau (New York)
Pour les articles homonymes, voir Moreau.
Moreau est une ville américaine du comté de Saratoga dans l'État de New York.
La ville est située dans le nord-est du comté, au sud de la ville de Glens Falls. Sa population était de 13 826 habitants au recensement de 2000.
La ville porte le nom du général français Jean Victor Marie Moreau, qui visita le lieu avant que la ville ne soit fondée en 1805.

## Source
- (en) Cet article est partiellement ou en totalité issu de l’article de Wikipédia en anglais intitulé « Moreau, New York » (voir la liste des auteurs).